# Tram van Howth
De tram van Howth is een voormalige cirkelvormige tramlijn op Howth Head in de onmiddellijke omgeving van Howth, een voorstad van de Ierse hoofdstad Dublin. De lijn had haar begin- en eindpunt aan het station van Sutton en was in gebruik van juni 1901 tot 31 mei 1959. Ze werd uitgebaat door de Great Northern Railway (Ireland) (GNR(I)) met als doel om meer reizigers aan te voeren naar de stations van Sutton en Howth.

## Route

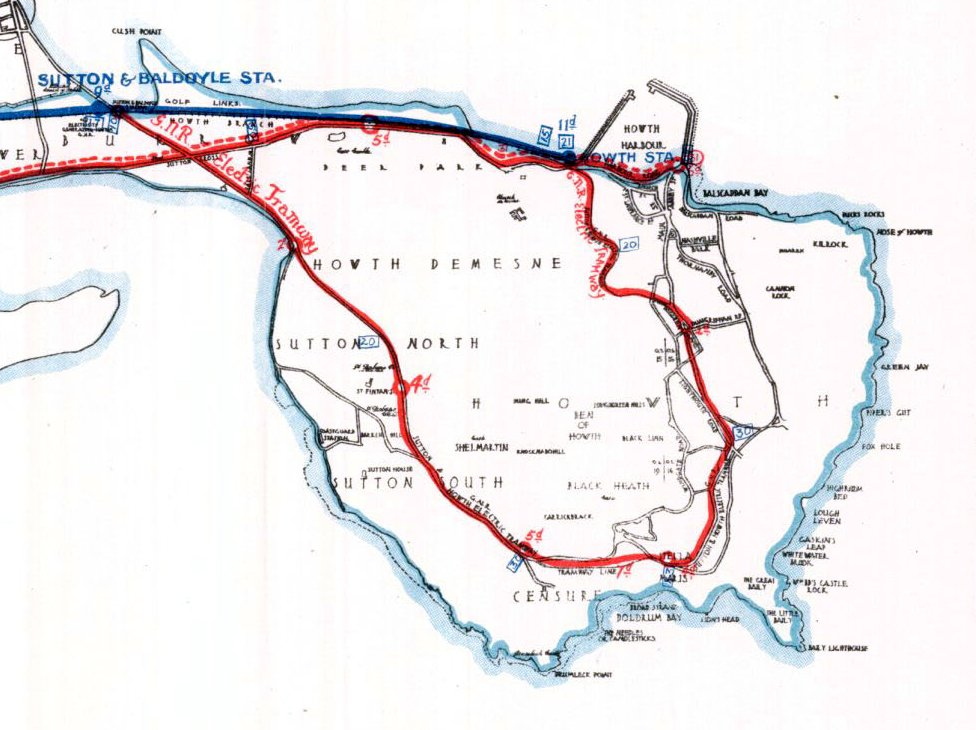
Tracé van de tram van Howth, omstreeks 1922

De 5,19 mijl lange lijn (circa 8,3 km) werd bereden door elektrische dubbeldektrams. De tramlijn vertrok aan het station van Sutton en voer (in tegenwijzerzin) langs Greenfield Road, Carrickbrack Road, het kerkhof van St. Fintan, postkantoor van Baily en het Stella Maris-klooster naar Howth Summit, het hoogste punt van dit schiereiland (365 voet of 111 m boven de zeespiegel). Vanaf daar daalde de lijn terug af om te eindigen aan het station van Howth.
De lijn was grotendeels enkelsporig met aan de belangrijkste haltes een uitwijkspoor om twee trams te laten kruisen. Het spoor had dezelfde breedte als die van de Ierse spoorwegen, namelijk 1600 mm (5 voet 3 duim).
De stelplaats en het tractiestation bevonden zich in Sutton.

## Geschiedenis

### Sluiting en vervanging
Het Iers openbaarvervoerbedrijf Córas Iompair Éireann (CIE) nam in 1958 de GNR(I) over, inclusief de tramlijn van Howth.
De lijn werd een jaar later gesloten en vervangen door de CIE-buslijnen 87 (Sutton – Ceanchor Road) en 88 (Howth – Windgate Road). Er waren oorspronkelijk twee lijnen nodig omdat verschillende smalle en heuvelachtige bochten geen bussen toelieten. Later, door de aanpassing van de oorspronkelijke trambedding tussen het postkantoor van Baily en Howth Summit tot een bredere weg, volstond één buslijn (nummer 88).
Het gebied wordt nu bediend door buslijnen 31, 31a en 31b bus routes die in het centrum vertrekken aan Abbey Street. In tegenstelling tot de tram die onder alle weersomstandigheden kon rijden, is het mogelijk dat de busdienst in de winter bij gladde wegen soms dient gestaakt te worden.

### Erfgoed

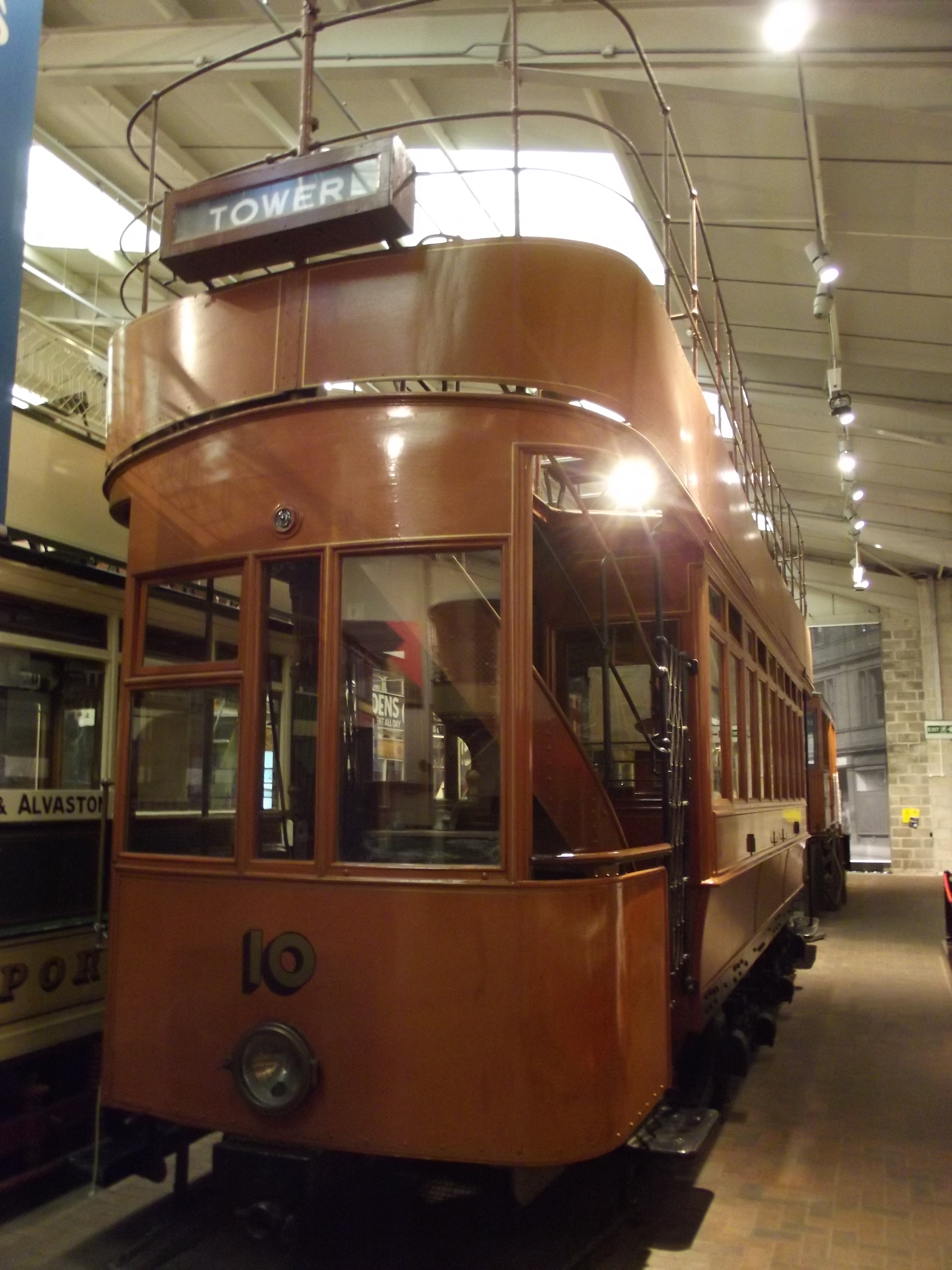
Tram 10 in het Nationaal Trammuseum van Crich

Tramrijtuig 9 staat tentoongesteld in het Iers Nationaal Transportmuseum dat gevestigd is in de onmiddellijke omgeving van het kasteel van Howth en het voormalige eindpunt van de tramlijn aan het station van Howth.
Tramvoertuig 10 wordt eveneens bewaard maar in het Nationaal Trammuseum in Crich, Derbyshire, Engeland.